# 2,3-キシリジン
2,3-キシリジン（英語: 2,3-xylidine）は、化学式が C6H3(CH3)2NH2 で表される有機化合物である。キシリジンの異性体の1つ。無色で粘性のある液体。医薬品のメフェナム酸や除草剤のキシラクロールの製造に使われる。